# Maatschappij van de Brugse Zeehaven
De Maatschappij van de Brugse Zeehaven N.V. (tot 2013 Maatschappij van de Brugse Zeevaartinrichtingen) of MBZ is het bedrijf dat de haven van Brugge-Zeebrugge bestuurt en uitbaat. De haven ligt op het grondgebied van de Belgische stad Brugge en is de op een na grootste haven in België (na Antwerpen). De MBZ is een naamloze vennootschap met als voornaamste aandeelhouder de Stad Brugge.

## Geschiedenis
De MBZ werd opgericht op 25 november 1895 met als opdracht het bouwen van het havencomplex Brugge-Zeebrugge. De haven was gebruiksklaar in 1905 en werd op 23 juli 1907 officieel ingewijd door koning Leopold II.
Voor het bestuur en de uitbating verkreeg de MBZ de concessie van de Vlaamse overheid en van de Stad Brugge. Ondertussen werd deze concessie verlengd tot 2097.

### Bestuur
Na de Tweede Wereldoorlog werd Pierre Vandamme voorzitter en afgevaardigd bestuurder van de havenmaatschappij. Hij combineerde deze functie de laatste vijftien jaar met het burgemeesterschap van Brugge namens de CVP. Van 1975 tot 2001 was Fernand Traen voorzitter en gedelegeerd bestuurder van de haven van Zeebrugge. Hij was tevens gemeenteraadslid en schepen van Brugge (CVP). In 2001 volgde Joachim Coens hem in deze functie op, die hiervoor zijn functie als Vlaams Parlementslid opgaf. In april 2013 werden de functies van voorzitter en gedelegeerd bestuurder van MBZ gesplitst. Coens bleef gedelegeerd bestuurder en burgemeester van Brugge Renaat Landuyt werd voorzitter van de haven. Naast zijn functie als havenbaas was Coens gemeenteraadslid, schepen en burgemeester van Damme.
In december 2019 werd Coens partijvoorzitter van CD&V en legde hij zijn functie als havenbaas neer. Algemeen directeur Rik Goetinck werd CEO ad interim. In juli 2020 werd Tom Hautekiet de nieuwe havenbaas.

## Taken
De belangrijkste taken van de MBZ behelzen onder meer het ontwerpen en aanbesteden van grote infrastructuur- en superstructuurwerken en het onderhoud van bestaande superstructuur en infrastructuur, het bedienen van bruggen, sluizen en havenkranen, het leveren van water en elektrische stroom in het havengebied en het opzetten en onderhouden van informaticaprojecten, het controleren en regelen van het verkeer in de haven alsmede bewaking en toezicht in het havengebied, en het ontplooien van commerciële activiteiten als het binnenhalen van nieuwe klanten en het maken van rapporten en studies.